# Pardosa laevitarsis
Pardosa laevitarsis es una especie de araña araneomorfa del género Pardosa, familia Lycosidae. Fue descrita científicamente por Tanaka & Suwa en 1986.
Habita en Japón (islas Ryūkyū).